# Liliana Banaszak
Liliana Banaszak (ur. 22 marca 2000 w Gnieźnie) – polska koszykarka, występująca na pozycji silnej skrzydłowej, reprezentantka kraju, obecnie zawodniczka hiszpańskiego klubu Movistar Estudiantes.
5 września 2022 została zawodniczką CCC Polkowice. Po zakończeniu sezonu 2023/2024 podpisała dwumiesięczny kontrakt z egipskim Al Ahly Kair. W czerwcu 2024 podpisała kontrakt z hiszpańskim klubem Movistar Estudiantes.

## Życiorys
Urodziła się i wychowała w Gnieźnie. Jej ojciec pochodził z Konga, zaś matka jest Polką.

## Osiągnięcia
Stan na 16 marca 2024.

### Drużynowe
Seniorskie
- Mistrzyni Polski (2024)[6], Mistrzyni Egiptu (2024)[4]
- Wicemistrzyni Polski (2023)[7]
- Zdobywczyni:
  - Pucharu Polski (2023[8], 2024[9])
  - Pucharu Egiptu (2024)[4]
  - Superpucharu Polski (2022)[10]

Młodzieżowe
- Mistrzyni:
  - Polski:
    - juniorek starszych (2019)
    - U–23 3x3 (2020)

  - Wielkopolski U–23 3x3 (2020)
- Wicemistrzyni Polski juniorek (2017)
- Brązowa medalistka mistrzostw Polski juniorek starszych (2020)[11]
- Uczestniczka mistrzostw Polski:
  - kadetek (2016)
  - młodziczek (2014)

### Indywidualne
- Zaliczona do I składu OBLK (2 – 2023/2024)[12]

### Reprezentacja
- Mistrzyni Europy U–16 dywizji B (2016)[13]
- Brązowa medalistka mistrzostw Europy U–18 dywizji B (2017)[14]
- Uczestniczka:
  - kwalifikacji do Eurobasketu (2021)[15]
  - mistrzostw Europy :
    - U–20 (2019 – 7. miejsce)[16]
    - U–18 (2018 – 11. miejsce)[17]